# Skandagupta
Skandagupta (sanscrito, स्कन्दगुप्त) (anche Kumara Gupta, Mahendraditya; ... – 467) governò l'Impero Gupta dell'India settentrionale tra il 455 e il 467.
È generalmente considerato l'ultimo dei grandi imperatori Gupta. Affrontò alcune delle più grandi sfide negli annali dell'impero, dovendo affrontare i Pushyamitra e gli Unni Alcioni.

## Biografia
Skandagupta era figlio dell'imperatore Gupta Kumaragupta I. Sua madre potrebbe essere stata una regina minore o una concubina di Kumaragupta. Questa teoria si basa sul fatto che le iscrizioni di Skandagputa menzionano il nome del padre, ma non quello della madre.
Sconfisse i Pushyamitra, una tribù che si era insediata nell'India centrale, ma che all'epoca si era ribellata. Affrontò anche l'invasione degli Eftaliti, o Unni bianchi, da nord-ovest. Skandagupta aveva combattuto contro gli Unni Alchon durante il regno del padre ed era celebrato in tutto l'impero come un grande guerriero. Nel 455 stroncò l'invasione degli Unni Alchon e riuscì a tenerli a bada, ma il costo delle guerre prosciugò le risorse dell'impero e contribuì al suo declino. Ciò è particolarmente evidente nella monetazione di questo regno, con monete notevolmente svilite.
Skandagupta morì nel 467 e gli succedettero Purugupta (467-473), Kumaragupta II (473-476), Budhagupta (476-495?) e Narasimhagupta, il cui regno nelle pianure settentrionali dell'India fu continuamente attaccato dagli Unni. Il nome di Skandagupta compare nel testo giavanese Tantrikamandaka e lo scrittore cinese Wang-Hiuen-tse riferisce che un ambasciatore fu inviato a corte dal re Meghvarma dello Sri Lanka, che aveva chiesto il permesso di costruire un monastero buddista a Bodh Gaya per i monaci itineranti di quell'isola.